# Aberdeenshire
Aberdeenshire (lågskotska:  Coontie o Aiberdeen, skotsk gaeliska: Siorrachd Obar Dheathain) är en av Skottlands 32 kommuner, belägen i den östra delen av Skottland. Centralort är Aberdeen, som ligger i kommunen Aberdeen City utanför kommunen Aberdeenshire. Kommunen upprättades år 1996.
Det traditionella grevskapet Aberdeenshire gränsar mot Banffshire, Inverness-shire, Perthshire, Angus och Kincardineshire. Detta område, med undantag för Aberdeen City, är ett ståthållarskap.
Den brittiska kungafamiljens sommarställe, slottet Balmoral Castle, ligger i Aberdeenshire.

## Städer och byar
- Aberchirder, Aboyne
- Ballater, Balmedie, Banchory, Banff, Braemar, Blackdog[3]
- Daviot, Drumoak
- Ellon
- Fraserburgh
- Huntly
- Inverbervie, Inverurie
- Kintore
- Laurencekirk, Logie Coldstone
- Macduff, Maud
- Oldmeldrum
- Peterhead, Portlethen, Portsoy
- Rosehearty
- Stonehaven
- Tarland, Turriff
- Westhill